# Leonardo Acevedo
Leonardo Acevedo Ruiz (ur. 18 kwietnia 1996 w Medellín, w departamencie Antioquia) – kolumbijski piłkarz, grający na pozycji napastnika.

## Kariera piłkarska

### Kariera klubowa
Wychowanek klubów Atlético Nacional i FC Porto. W 2014 rozpoczął karierę piłkarską w drużynie B FC Porto, dokąd został wypożyczony z Atlético. W sezonie 2016/17 grał na zasadach wypożyczenia w Sportingu, który latem 2017 wykupił transfer piłkarza. Potem bronił barw Boavista FC. 22 sierpnia 2018 został wypożyczony do Zorii Ługańsk. Latem 2019 został wypożyczony do Varzim SC.

## Sukcesy i odznaczenia

### Sukcesy klubowe
Porto B
- mistrz Segunda Liga: 2015/16